# جو أتوهير
جو أتوهير (بالإنجليزية: Joe Atuhaire)‏ (مواليد 15 مايو 1978) هو سبّاح أوغندي، مثّل بلاده في الألعاب الأولمبية الصيفية 2000.

## روابط خارجية
جو أتوهير على موقع الاتحاد الدولي للسباحة (الإنجليزية)
- جو أتوهير على موقع أوليمبيديا (الإنجليزية)